# Microphotolepis schmidti
Microphotolepis schmidti is een straalvinnige vissensoort uit de familie van gladkopvissen (Alepocephalidae). De wetenschappelijke naam van de soort is voor het eerst geldig gepubliceerd in 1931 door Angel & Verrier.